# Болнисский Сион
Болнисский Сион (груз. ბოლნისის სიონი) — древнейший грузинский храм в форме базилики. Находится в селе Болниси Болнисского муниципалитета области Квемо-Картли.
Постройка начата в 478 и закончена в 493 году, это самая старая и притом хорошо сохранившаяся базилика в стране. В храме найдены одни из самых древних надписей на грузинском языке.
Храм возведен на трехступенчатом цоколе. Три нефа имели сводчатые перекрытия и были подведены под общую двухскатную крышу. Центральный неф имел коробовый свод, а боковые — полукоробовый. С севера и юга были устроены галереи, с восточной стороны — закрытая крещальня. Восточная алтарная часть имеет полуцилиндрический выступ.
Внешние декоративные украшения почти отсутствуют, формы грузны и приземисты. Здание сложено из крупных квадров зеленоватого камня. Западный и восточный фасады монументально строги и лаконичны, северный и южный оживляются арками открытых боковых галерей.
Интерьер храма формируется рядами крестообразных в сечении колонн. Крупные ясные и четкие формы придают внутреннему пространству монументальный характер.
Резные каменные капители колонн и пилястр украшены изображениями животных и деревьев, а также содержат линейный орнамент в виде двойных арочек. Сюжеты изображений, видимо, связаны с символикой раннего христианства, но возможна и связь с древними местными культами. В трактовке форм прослеживается связь с искусством Ирана и Сирии, а также связь с местными традициями резьбы по дереву.